# Into the Electric Castle
Into the Electric Castle je třetí studiové album hudebního projektu Ayreon nizozemského hudebníka Arjena Lucassena. Vyšlo 31. října 1998 pod vydavatelstvím Transmission Records. Album je konceptuální, v jeho příběhu se objevuje osm archetypálních postav, přičemž každá je zastoupena jiným zpěvákem. Každá postava také pochází z jiné historické doby. Tyto postavy se dostanou do jiné dimenze, kde je jejich chování zkoumáno mimozemskou civilizací.

## Seznam skladeb
| CD 1           | CD 1                                   | CD 1  |
| Pořadí         | Název                                  | Délka |
| -------------- | -------------------------------------- | ----- |
| 1.             | Welcome to the New Dimension           | 3:05  |
| 2.             | Isis and Osiris" - IV. "Reprise        | 11:11 |
| 3.             | Amazing Flight" - III. "Flying Colours | 10:15 |
| 4.             | Time Beyond Time                       | 6:05  |
| 5.             | The Decision Tree (We're Alive)        | 6:24  |
| 6.             | Tunnel of Light                        | 4:05  |
| 7.             | Across the Rainbow Bridge              | 6:20  |
| Celková délka: | Celková délka:                         | 47:25 |

| CD 2           | CD 2                                                  | CD 2  |
| Pořadí         | Název                                                 | Délka |
| -------------- | ----------------------------------------------------- | ----- |
| 1.             | The Garden of Emotions" - III. "The Aggression Factor | 9:40  |
| 2.             | Valley of the Queens                                  | 2:25  |
| 3.             | The Castle Hall                                       | 5:49  |
| 4.             | Tower of Hope                                         | 4:54  |
| 5.             | Cosmic Fusion" - III. "The Passing of an Eagle        | 7:27  |
| 6.             | The Mirror Maze" - II. "Through the Mirror            | 6:34  |
| 7.             | Evil Devolution                                       | 6:31  |
| 8.             | The Two Gates                                         | 6:28  |
| 9.             | "Forever" of the Stars                                | 2:02  |
| 10.            | Another Time, Another Space                           | 5:20  |
| Celková délka: | Celková délka:                                        | 57:12 |

## Obsazení
- Arjen Lucassen – zpěv, kytary, basa, klávesy, mandolína, minimoog, mellotron

Hosté
- Anneke van Giersbergen – zpěv
- Edward Reekers – zpěv
- Peter Daltrey – zpěv
- Fish – zpěv
- Sharon den Adel – zpěv
- Damian Wilson – zpěv
- Edwin Balogh – zpěv
- Jay van Feggelen – zpěv
- Robert Westerholt – zpěv
- George Oosthoek – zpěv
- Ton Scherpenzeel – klávesy
- Robby Valentine – klávesy, piáno, mellotron
- Clive Nolan – klávesy
- René Merkelbach – klávesy
- Roland Bakker – Hammondovy varhany
- Thijs van Leer – flétna
- Ernö Olah – housle
- Taco Kooistra – violoncello
- Jack Pisters – sitár
- Ed Warby – bicí